# Alejandro Moscoso Segarra
Alejandro Adolfo Moscoso Segarra, (nació el 29 de julio de 1964 en Santo Domingo). Juez, Abogado y Profesor universitario dominicano. Juez de la Segunda Sala o Sala Penal de la Suprema Corte de Justicia  desde el año 2011.
Ha sido procurador general adjunto del Distrito Nacional, dirigió el Comisionado de Apoyo a la Reforma y Modernización de la Justicia, así como vicepresidente ejecutivo de la Comisión Nacional de Ejecución de la Reforma Procesal Penal (CONAEJ).
Decano de la Facultad de Derecho de la Universidad APEC desde 2002 a la fecha.

## Biografía
Alejandro Adolfo Moscoso Segarra nace en Santo Domingo el 29 de julio de 1964.
Realizó sus estudios primarios y secundarios en Santo Domingo. Cursó estudios en la Universidad Autónoma de Santo Domingo (UASD), obteniendo el grado de licenciado en Derecho. Tiene una especialidad en Estudios Judiciales, con el lauro académico de magna cum laude, además de una especialización docente en educación superior en la Universidad Nacional Pedro Henríquez Ureña. Realizó la maestría sobre Derecho Constitucional y Derechos Humanos con doble titulación de la Universidad de Castilla-La Mancha, España, y la Pontificia Universidad Católica Madre y Maestra (PUCMM).
Ha realizado curso de posgrado en la Universidad de Castilla-La Mancha, Toledo, España, sobre Derechos Humanos y Derecho Constitucional; una pasantía en la Universidad de Chile Humberto Hurtado sobre el funcionamiento del nuevo sistema de justicia penal; en enero de 2006 fue seleccionado por la Embajada de los Estados Unidos en el país, como representante de la República Dominicana en el Programa de Liderazgo de Visitantes Distinguidos del Departamento de Estado de los Estados Unidos, con el tema: “Administration of Justice and the Rule of Law”.
De la misma forma, ha realizado Diplomados en el exterior sobre “Cohesión Social” en la Universidad Rey Juan Carlos, España; el “Proceso Penal Adversatorio de Puerto Rico”, de la Universidad de Puerto Rico, Recinto Río Piedra; sobre “Calidad de la Justicia” en la Escuela de la Judicatura de Francia; cursos sobre “la Ejecución de la Pena” y “Análisis del sistema judicial de España”, en el Consejo General del Poder Judicial Español; “Seminario Internacional Caribbean Regional Anti-Money Laundering Serminar” en Nassau, Bahamas; entrenamiento sobre Legitimación de Capitales del Financial Crimes Enforcement Network (Fin Cen) en la ciudad de Washington,D.C. Además, ha participado en procesos de capacitación en temas jurídicos y judiciales.
Fue designado como Juez de la Suprema Corte de Justicia por el Consejo Nacional de la Magistratura, en la sesión del 22 de diciembre de 2011, y posteriormente el Pleno del Alto Tribunal lo escoge como Juez de la Segunda Sala o Sala Penal.
En el 2015 Alejandro Moscoso Segarra, otorgó auto de No Ha Lugar en favor del senador por San Juan de la Maguana, Félix Bautista y otros seis imputados por supuesto lavado de activos y corrupción. Este fue uno de los casos de corrupción en funcionarios públicos más relevantes en la República Dominicana, el cual creó una gran controversia en las redes sociales.

## Años de Ejercicio Profesional
Alejandro Adolfo Moscoso Segarra tiene más de 25 años de ejercicio profesional.

### Experiencia Docente
Ha desarrollado una intensa carrera académica como profesor, especialmente en Derecho Penal y Procesal Penal en varias universidades. Fue Director del Departamento de Actividades Académicas Co-Curriculares de la Universidad Nacional Pedro Henríquez Ureña (UNPHU). expresidente y fundador de la Mesa Nacional de Decanos y Directores de Facultades y Escuelas de Derecho de la República Dominicana. Desde el 2002 es Decano de Derecho de la Universidad APEC.

### Funciones públicas desempeñadas
Coordinador del Plan de Capacitación Nacional de la Junta Central Electoral en las elecciones del año 1994.
En 1996 fungió como procurador fiscal adjunto del Distrito Nacional, encargado de los Departamentos de Querellas y Conciliaciones, Propiedad Intelectual, Unidad de Auditoría Jurídica y Departamento Criminal, desde donde pasó a ser, en el 1998, procurador general Adjunto de la República. Fue el primer Director de la Unidad de Capacitación de la Procuraduría, lo que sería luego la Escuela Nacional del Ministerio Público.
Coordinó, además, el Proyecto de las Naciones Unidas para la Fiscalización Internacional de las Drogas dentro del Plan de Capacitación al Ministerio Público, el Simposium “Comercio Electrónico” y Diplomados en general conjuntamente con la FINJUS, de la cual es asesor, así como el Programa de capacitación contra el lavado de activos dirigido a los gerentes a nivel nacional de las Instituciones Financieras.
En 2002 ingresó a la Escuela Nacional de la Judicatura como Encargado de Formación Continua y luego pasó a ser Gerente de Formación y Capacitación, encargado de la planificación y ejecución de los procesos de capacitación de los integrantes del Poder Judicial.
Del 2000 al 2004 fue juez suplente de la Junta Electoral del Distrito Nacional.
En agosto de 2004, fue designado por el Excelentísimo Señor Presidente de la República Dominicana, doctor Leonel Fernández, como Comisionado de Apoyo a la Reforma y Modernización de Justicia, desde donde impulsó importantísimos proyectos por el fortalecimiento del sistema de justicia dominicano, hasta agosto de 2008. De la misma forma, fue designado mediante Decreto, en el 2004, Vicepresidente Ejecutivo de la Comisión Nacional de Ejecución de la Reforma Procesal Penal (CONAEJ) desde donde coordinó todo el proceso de implementación del Código Procesal Penal.
El 18 de agosto de 2008 fue nombrado procurador fiscal del Distrito Nacional.
En fecha 16 de enero de 2010, mediante el Decreto n.º 35-10, fue designado por el entonces Presidente de la República Dominicana, Dr. Leonel Fernández, como Miembro de la Comisión Consultiva adscrita a la Consultoría Jurídica del Poder Ejecutivo.

## Publicaciones
Autor: “30 años de Coloquios Jurídicos, Universidad APEC”. Compilador. Julio, 2011.
Coautor: Es coautor de los libros “Documentos Internacionales sobre lavado de Activos” publicado por la Procuraduría General de la República en el año 2000, así como “El Lavado de Activo en la República Dominicana” con el auspicio de USAID y la Escuela Nacional de la Judicatura.
Autor: “Las Intervenciones Telefónicas y la afectación al Derecho Fundamental a la Intimidad”, se puso en circulación el 30 de enero de 2014, siendo presentada en varios foros nacionales e internacionales, como es la Organización de las Naciones Unidas con sede en Washington.
Sus últimas públicaciónes, tituladas "Nuevo Código Procesal Penal Comentado”  y “Procesal Penal: diez años de interpretación 2004-2014", la cual fue puesta en circulación en el Auditorio de la Suprema Corte de Justicia, con la presencia de los más altos representantes del Sistema Jurídico Dominicano. Con esta obra el Mag. Alejandro Moscoso Segarra se coloca como el primer jurista del país de comentar el Código Procesal Penal Dominicano luego de su última modificación con la Ley 10-15 de fecha trece (13) del mes de enero del año Dos Mil Quince (2015). Trae consigo también una recopilación de las jurisprudencias de la Suprema Corte de Justicia con relación Código Procesal Penal desde el año 2004 hasta el 2014.
Artículos y Conferencias: Además, ha dictado múltiples conferencias en el ámbito nacional e internacional, y ha escrito varios artículos para los periódicos Hoy, Listín Diario y el Última Hora, así como en revistas jurídicas dominicanas.

## Reconocimientos Recibidos
- Reconocimiento por la Procuraduría General de la República, por sus aportes en materia de lavado de activo.
- Declarado por el Alcalde de la Provincia de Barahona Hijo Distinguido de dicha Provincia.
- Reconocimiento del Colegio de Abogados de la República Dominicana.
- Reconocimiento del Voluntariado de Apoyo a las Fiscalías Barriales.
- Reconocimiento por la Fundación Cruz Jiminián.
- Reconocimiento por el Programa de las Naciones Unidas para la lucha contra el narcotráfico y el lavado de dinero.